# Surlica
Surlica (en serbe cyrillique : Сурлица) est un village de Serbie situé dans la municipalité de Trgovište, district de Pčinja. Au recensement de 2011, il comptait 45 habitants.

## Démographie
| 1948 | 1953 | 1961 | 1971 | 1981 | 1991 | 2002 | 2011 |
| ---- | ---- | ---- | ---- | ---- | ---- | ---- | ---- |
| 887  | 938  | 860  | 712  | 349  | 156  | 101  | 45   |

|  |